# Ammerstol
Ammerstol é uma povoação dos Países Baixos, na província da Holanda do Sul. Ammerstol pertence ao município de Krimpenerwaard, e está situada a 12 km ao sudeste de Gouda.
A área de Ammerstol, que também inclui as partes periféricas da cidade, bem como a zona rural circundante, tinha uma população de 1 572 habitantes (1980).

## Ligações externas

Brasão de armas